# نبرد شمال برمه و غرب یون‌نان
نبرد شمال برمه و غرب یون‌نان (انگلیسی: Battle of Northern Burma and Western Yunnan) یکی از نبردهای جنگ اقیانوس آرام بود.